# Отношения ДР Конго и Уганды
Отношения Демократической Республики Конго и Уганды — двусторонние дипломатические отношения между Демократической Республикой Конго (ДР Конго) и Угандой. Протяжённость государственной границы между странами составляет 877 км.

## История
В Первой конголезской войне (1996—1997) вооружённые силы Уганды воевали на стороне повстанцев из Альянса демократических сил за освобождение Конго во главе с Лораном Кабилой против президента Заира Мобуту Сесе Секо и одержали победу. В годы Второй конголезской войны (1998—2003) Уганда поддерживала повстанческие группировки Конголезское объединение за демократию и Освободительное движение Конго, которые сражались против центрального правительства в Киншасе.
Главы государств региона Великих озёр и ООН обязались в 2004 году прекратить боевые действия между племенами, повстанцами и ополченцами, включая северо-восток Конго, где Миссия Организации Объединённых Наций в Демократической Республике Конго (МООНДРК), организованная в 1999 году, поддерживает более 16 500 миротворцев. Повстанцы «Господней армией сопротивления» из Уганды продолжают искать убежища в национальном парке Гарамба в ДР Конго по мере развития мирных переговоров с правительством Уганды. Уганда и ДР Конго оспаривают принадлежность острова Рукванзи в озере Альберта и другие районы реки Семлики с углеводородным потенциалом. В 2020 году на территории Уганды нашли убежище 415 098 беженцев из ДР Конго.

## Торговля
В 2018 году экспорт товаров Уганды в ДР Конго составил сумму 533 млн долларов США. В 2019 году объём товарооборота между странами составил сумму 532 млн долларов США, из которых 30 млн долларов США пришлось на товары из ДР Конго.

## Дипломатические представительства
- ДР Конго имеет посольство в Кампале[5].
- Уганда содержит посольство в Киншасе[6].